# Salsa romantica
Salsa romantica är en genre inom salsan som kännetecknas av en långsam grundrytm samt en nedtonad rytmsektion till fördel för smäktande melodier. Texterna behandlar nästan uteslutande kärleksförhållanden.